# Mount Vernon (Texas)
Pour l’article homonyme, voir Mount Vernon (homonymie).
La ville américaine de Mount Vernon est le siège du comté de Franklin, dans l’État du Texas. Elle comptait 2 662 habitants lors du recensement de 2010.

## Source
- (en) Cet article est partiellement ou en totalité issu de l’article de Wikipédia en anglais intitulé « Mount Vernon, Texas » (voir la liste des auteurs).